# Amazonides fumicolor
Amazonides fumicolor är en fjärilsart som beskrevs av George Francis Hampson 1902. Amazonides fumicolor ingår i släktet Amazonides och familjen nattflyn. Inga underarter finns listade i Catalogue of Life.